# 한경arteTV
한경arteTV는 대한민국의 문화예술의 중심 방송채널이다. 현재 서울특별시 중구 청파로 한국경제신문사 7층 에 있다.

## 설립
1987년 7월 1일에 음반사 (주)사운드랩으로 설립되었으며, 2003년에 스카이라이프를 통해 방송을 시작하였다.
2005년 9월에 "예술TV Arte"라는 이름으로 순수 예술 채널로 개편되었으며, 같은 해 12월에 방송위원회로부터 순수 예술 분야 공익 채널로 지정되었다. 2009년 1월에는 IPTV로도 방송을 시작하였고, 3월부터 HD 방송을 시작하였다.
2022년 12월 1일 "한경arteTV"라는 이름으로 새롭게 개국하였다.

## 편성 및 사업
한경arteTV는 음악, 미술, 발레, 오페라 등 다양한 고품격 문화예술 콘텐츠를 전국의 3,000만 시청자들께 보다 가까이 즐길 수 있도록 제공하며 세계적으로 주목받는 K-Arts의 저변확대와 문화강국 도전을 위한 선두 주자 역할을 한다.
그리고 방송(케이블TV, 스카이라이프, IPTV) 뿐 아니라 관련 공연기획, 문화상품, 인터넷 뉴스(아르떼 예술공감 보관됨 2021-12-31 - 웨이백 머신) 사업 등을 하고 있다.

## 채널번호
- KT스카이라이프 303번 (HD)
- 지니 TV 140번
- B TV 206번
- U+ TV 230번
- LG헬로 270번
- SKB CATV(구 티브로드) 105번
- D Live 154번
- HCN 226번
- CMB 59-2번
- JCN울산중앙방송 115번
- 서경방송 143번
- 푸른방송 132번